# Angelo Muratori
Angelo Muratori (Palermo, 20 settembre 1843 – Roma, 6 marzo 1918) è stato un patriota, politico, avvocato e docente italiano.

## Biografia
È nato a Palermo da Teresa Cuzzaniti e Matteo Muratori. Laureato in giurisprudenza, dopo il praticantato della professione forense si dà alla carriera universitaria, libero docente e ordinario di diritto penale a Bologna. Volontario con Garibaldi combatte sul Monte Suello e a Mentana, dove viene ferito e decorato, quindi si stabilisce definitivamente a Firenze, dove riprende apre uno studio legale pur mantenendo la cattedra bolognese. Amico di Francesco Crispi viene eletto per la prima volta deputato nel 1876 e torna successivamente alla Camera ad intervalli irregolari (XVII, XIX e XXIII legislatura), per essere poi nominato senatore nel 1914.